# Mas Salvador (Argentona)
Mas Salvador és una masia d'Argentona (Maresme) protegida com a Bé Cultural d'Interès Local.

## Descripció
Masia de dos cossos paral·lels a la façana, de planta baixa i pis, amb teulada a dues aigües amb carener perpendicular a la façana, tot i que queda amagat al darrere d'una mena de frontó. Aquest coronament li dona a la façana un aspecte de casa de carrer.
L'estructura d'aquesta casa és pròpia d'una cas del segle xv. El celler està situat al cos posterior, orientat a tramuntana i conserva un petit hipogeu. Encara conserva tot l'utillatge, entre el qual destaca una gran premsa quadrada datada al 1821. L'entrada, molt singular, presenta una escala a cada cantó, per separar les estances del masover i de l'amo. De totes maneres, l'escala antiga és la de l'esquerra, que té un espiell. La sala, molt petita està situada sobre l'entrada, en una rajola de la coberta es llegeix la data 1666 (en una porta de pedra d'accés al celler situada a la paret de llevant de la masia la llinda du la data de 1665). En el cos de ponent de la masia, segurament construït al segle xix, hi ha una galeria porticada en el pis (actualment en mal estat).